# Miguel Ángel López (Radsportler)
Miguel Ángel López Moreno (* 4. Februar 1994 in Pesca) ist ein kolumbianischer Radrennfahrer.

## Sportlicher Werdegang
Miguel Ángel López gewann 2014 die Tour de l’Avenir. Im darauffolgenden Jahr schloss er sich dem UCI WorldTeam Astana Pro Team an und gewann eine Etappe der Vuelta a Burgos. Außerdem wurde er Gesamtsiebter der Tour de Suisse. 2016 gewann er Etappen bei der Tour de San Luis und der Tour de Langkawi. Mit dem Gesamtwertungsieg der Tour de Suisse 2016 gelang ihm sein bis dahin größter Karriereerfolg. Er beendete das Rennen mit zwölf Sekunden Vorsprung auf den Zweitplatzierten Ion Izagirre.
Im September 2016 nahm er mit der Spanien-Rundfahrt erstmals an einer „Grand Tour“ teil, die er aber nach zwei Stürzen während der sechsten Etappe vorzeitig aufgeben musste. Nach seiner Genesung gewann er Ende September den italienischen Halbklassiker Mailand–Turin.
Nachdem Lopez bei einem Trainingssturz im November 2016 in der Vorbereitung zurückgeworfen wurde, stürzte er als Titelverteidiger während der Tour de Suisse erneut und musste somit auf den geplanten Start bei der Tour de France verzichten. Stattdessen trat er bei der Österreich-Rundfahrt an und gewann dort eine Etappe. Bei der Burgos-Rundfahrt erzielte er seinen zweiten Saisonsieg. Anschließend bestritt er seine zweite Vuelta a España, die er nach zwei Etappensiegen an den Bergankünften des elften und fünfzehnten Tagesabschnitts auf Gesamtrang acht, vor dem etatmäßigen Astana-Kapitän Fabio Aru (13.), beendete.
In der Saison 2018 wurde Lopez Gesamtdritter des Giro d’Italia und gewann damit die Nachwuchswertung. Dieselbe Platzierung erzielte er bei der Vuelta a España 2018. Außerdem gewann er Etappen der Oman-Rundfahrt, der Tour of the Alps und der Burgos-Rundfahrt.
Zu Beginn der Saison 2019 gewann Lopez die Gesamtwertungen der Tour Colombia und der Katalonien-Rundfahrt. Beim anschließenden Giro d’Italia wurde er im Schlussanstieg der 20. Etappe von einem Zuschauer zu Fall gebracht und verlor 1:49 Minuten. Nach seinem Unfall schlug Lopez den Zuschauer. Schließlich wurde er Gesamtsiebter der Rundfahrt und gewann erneut die Nachwuchswertung. Die Vuelta a España 2019 beendete er als Fünfter der Gesamtwertung.
Bei der Tour de France 2020 gewann Lopez die Bergankunft der 17. Etappe durch einen Angriff kurz vor dem Ziel. In der Tour gewann er auch die Sonderwertung Souvenir Henri Desgrange. Den anschließenden Giro d’Italia 2020 musste er nach einem schweren Sturz im Einzelzeitfahren der ersten Etappe aufgeben.
Zur Saison 2021 wechselte López zum Movistar Team. Nachdem er die Tour de France 2021 aufgrund Sturzfolgen vor der 19. Etappe aufgab, startete er bei der Vuelta a España 2021. Dort gewann er die Bergankunft der 18. Etappe und lag am Morgen der vorletzten Etappe auf dem dritten Gesamtrang. Auf den letzten 60 Kilometern dieser Bergetappe spaltete sich nach diversen Angriffen die Favoritengruppe. Im Gegensatz zu seinem Teamkollegen, dem Gesamtzweiten Enric Mas, befand er sich in der zweiten Gruppe, in der er keine Unterstützung erhielt und in Gefahr geriet den Podiumsplatz zu verlieren. Trotz der Versuche seines Sportlichen Leiters Patxi Vila ihn zur Weiterfahrt zu überreden, gab er die Rundfahrt auf. Hintergrund war offenbar ein Disput mit Teammanager Eusebio Unzué, der ihm nach der Spaltung der Favoritengruppe die Verfolgung untersagt haben soll. Hierauf wurde der Vertrag zwischen Lopez und Movistar einvernehmlich zum Ende September 2021 aufgelöst und Lopez schloss sich zur Saison 2022 dem Astana Qazaqstan Team an. Nach der 18. Etappe der Tour de France 2022 wurde López von seiner Mannschaft wegen des Verdachtes der Zusammenarbeit mit dem wegen Drogenhandel- und Geldwäschevergehen bereits einschlägig bekannten Arztes Marcos Maynar Mariño suspendiert.
Für die Saison 2023 unterschrieb Lopez beim kolumbianischen UCI Continental Team Medellin-EPM. und gewann für diese Mannschaft 18 Rennen der UCI America Tour, darunter die Vuelta a Colombia, bei der er bis auf eine alle Etappen gewann und die Vuelta a San Juan, bei der er unter anderem Remco Evenepoel schlug. Ende Juli 2023 wurde er aufgrund von Dopingvorwürfen von der UCI suspendiert. Hintergrund ist eine mögliche Verbindung von Lopez zum umstrittenen Mediziner Marcos Maynar. Der Spanier war am 11. Mai wegen Drogenhandels und Geldwäsche festgenommen worden und hatte die Vorwürfe damals zurückgewiesen. 2024 wurde Lopez wegen Dopings mit Menotropin für vier Jahre gesperrt. Die Sperre endet am 24. Juli 2027.

## Trivia
Lopez trägt den Spitznamen „Superman“, als den ihn ein Kommentator eines Rennens bezeichnete, das Lopez im Alter von 16 bestritt. Hintergrund war, dass Lopez dieses Rennen auf einem Rennrad bestritt, welches er gegen zwei Räuber verteidigte, in dem er mit dem Rad trotz einer Stichwunde im Bein floh.

## Erfolge
2014
- Gesamtwertung und eine Etappe Tour de l’Avenir

2015
- eine Etappe und Nachwuchswertung Burgos-Rundfahrt

2016
- eine Etappe Tour de San Luis
- eine Etappe Tour de Langkawi
- Gesamtwertung Tour de Suisse
- Mailand–Turin

2017
- eine Etappe Österreich-Rundfahrt
- eine Etappe Burgos-Rundfahrt
- zwei Etappen und Nachwuchswertung Vuelta a España

2018
- eine Etappe und Nachwuchswertung Oman-Rundfahrt
- Nachwuchswertung Abu Dhabi Tour
- eine Etappe Tour of the Alps
- Nachwuchswertung Giro d’Italia
- eine Etappe und Punktewertung Burgos-Rundfahrt

2019
- Gesamtwertung und Nachwuchswertung Tour Colombia
- Gesamtwertung, eine Etappe und Nachwuchswertung Katalonien-Rundfahrt
- Nachwuchswertung Giro d’Italia
- Mannschaftszeitfahren und  Kämpferischster Fahrer Vuelta a España

2020
- eine Etappe Algarve-Rundfahrt
- eine Etappe Tour de France

2021
- Gesamtwertung, eine Etappe und Kombinationswertung Andalusien-Rundfahrt
- Mont Ventoux Dénivelé Challenge
- eine Etappe Vuelta a España

2022
- eine Etappe Tour of the Alps
- Bergwertung Vuelta a Burgos

2023
- Clásica de Ciclismo Ciudad de Villeta
- Gesamtwertung und eine Etappe Vuelta a San Juan Internacional
- Kolumbianische Meisterschaft – Einzelzeitfahren
- Mannschaftszeitfahren Clásica de Ciclismo Ciudad Santiago de Arma – Rionegro
- Gesamtwertung und zwei Etappen Vuelta a Tolima
- zwei Etappen und Bergwertung Vuelta Bantrab
- eine Etappe Tour of the Gila
- eine Etappe Tour de Catamarca Internacional
- eine Etappe Joe Martin Stage Race
- Gesamtwertung, neun Etappen, Punktewertung und Bergwertung Vuelta a Colombia
- Zentralamerikanische und karibische Meisterschaften – Einzelzeitfahren

## Grand-Tour-Platzierungen
| Grand Tour            | 2016 | 2017 | 2018 | 2019 | 2020 | 2021 | 2022 |
| --------------------- | ---- | ---- | ---- | ---- | ---- | ---- | ---- |
| Giro d’ItaliaGiro     | –    | –    | 3    | 7    | DNF  | –    | DNF  |
| Tour de FranceTour    | –    | –    | –    | –    | 6    | DNF  | –    |
| Vuelta a EspañaVuelta | DNF  | 8    | 3    | 5    | –    | DNF  | 4    |